# Bóng bàn tại Đại hội Thể thao Đông Nam Á 2021
Bóng bàn là một trong những môn thể thao tranh tài tại Đại hội Thể thao Đông Nam Á 2021 ở Việt Nam, được tổ chức từ ngày 13 đến 20 tháng 5 năm 2022 (vì tình hình Đại dịch COVID-19 lúc đó diễn biến rất phức tạp tại các quốc gia Đông Nam Á), tại Nhà thi đấu Hải Dương thuộc tỉnh Hải Dương.

## Địa điểm
| Hải Dương                                   |
| ------------------------------------------- |
| Nhà thi đấu Thể dục Thể thao tỉnh Hải Dương |
| Sức chứa: 2.300                             |

## Các quốc gia tham dự
- Campuchia
- Malaysia
- Myanmar
- Philippines
- Singapore
- Thái Lan
- Việt Nam

## Chương trình thi đấu
| Ngày        | Thời gian     | Nội dung                    |
| ----------- | ------------- | --------------------------- |
| 13 tháng 05 | 10:00 - 22:00 | Đồng đội nam và đồng đội nữ |
| 14 tháng 05 | 10:00 - 22:00 | Đồng đội nam và đồng đội nữ |
| 15 tháng 05 | 10:00 - 22:00 | Đồng đội nam và đồng đội nữ |
| 15 tháng 05 | 10:00 - 22:00 | Lễ trao giải                |
| 16 tháng 05 | —             | Nghỉ                        |
| 17 tháng 05 | 10:00 - 22:00 | Đồng đội nam, đồng đội nữ   |
| 17 tháng 05 | 10:00 - 22:00 | Đôi nam nữ                  |
| 18 tháng 05 | 10:00 - 22:00 | Đồng đội nam, đồng đội nữ   |
| 18 tháng 05 | 10:00 - 22:00 | Đôi nam nữ                  |
| 18 tháng 05 | 10:00 - 22:00 | Lễ trao giải                |
| 18 tháng 05 | 10:00 - 22:00 | Đơn nam và đơn nữ           |
| 19 tháng 05 | 10:00 - 22:00 | Đơn nam và đơn nữ           |
| 20 tháng 05 | 10:00 - 21:00 | Đơn nam và đơn nữ           |
| 20 tháng 05 | 10:00 - 21:00 | Lễ trao giải                |

## Bảng huy chương
| Hạng               | Đoàn               | Vàng | Bạc | Đồng | Tổng số |
| ------------------ | ------------------ | ---- | --- | ---- | ------- |
| 1                  | Thái Lan           | 4    | 2   | 2    | 8       |
| 2                  | Singapore          | 2    | 3   | 4    | 9       |
| 3                  | Việt Nam           | 1    | 0   | 4    | 5       |
| 4                  | Malaysia           | 0    | 1   | 4    | 5       |
| 5                  | Philippines        | 0    | 1   | 0    | 1       |
| Tổng số (5 đơn vị) | Tổng số (5 đơn vị) | 7    | 7   | 14   | 28      |

## Danh sách huy chương
| Nội dung     | Vàng                                                                                                  | Bạc                                                                           | Đồng                                                                                              |
| ------------ | --- | ----------------------------------------------------------------------------- | ------------------------------------------------------------------------------------------------- |
| Đơn nam      | Nguyễn Đức Tuân · Việt Nam                                                                            | Phakpoom Sanguansin · Thái Lan                                                | Clarence Chew Zhe Yu · Singapore                                                                  |
| Đơn nam      | Nguyễn Đức Tuân · Việt Nam                                                                            | Phakpoom Sanguansin · Thái Lan                                                | Nguyễn Anh Tú · Việt Nam                                                                          |
| Đơn nữ       | Orawan Paranang · Thái Lan                                                                            | Suthasini Sawettabut · Thái Lan                                               | Ho Ying · Malaysia                                                                                |
| Đơn nữ       | Orawan Paranang · Thái Lan                                                                            | Suthasini Sawettabut · Thái Lan                                               | Zeng Jian · Singapore                                                                             |
|              | |                                                                               |                                                                                                   |
| Đôi nam      | Singapore · Clarence Chew Zhe Yu · Ethan Poh Shao Feng                                                | Philippines · Richard Gonzales · John Russel Misal                            | Malaysia · Javen Choong · Wong Qi Shen                                                            |
| Đôi nam      | Singapore · Clarence Chew Zhe Yu · Ethan Poh Shao Feng                                                | Philippines · Richard Gonzales · John Russel Misal                            | Singapore · Koen Pang Yew En · Joshua Chua Shao Han                                               |
| Đôi nữ       | Thái Lan · Orawan Paranang · Suthasini Sawettabut                                                     | Singapore · Zeng Jian · Zhou Jingyi                                           | Malaysia · Karen Lyne Anak Dick · Ho Ying                                                         |
| Đôi nữ       | Thái Lan · Orawan Paranang · Suthasini Sawettabut                                                     | Singapore · Zeng Jian · Zhou Jingyi                                           | Việt Nam · Nguyễn Thị Nga · Trần Mai Ngọc                                                         |
| Đôi nam nữ   | Singapore · Koen Pang Yew En · Wong Xin Ru                                                            | Singapore · Clarence Chew Zhe Yu · Zeng Jian                                  | Thái Lan · Padasak Tanviriyavechakul · Suthasini Sawettabut                                       |
| Đôi nam nữ   | Singapore · Koen Pang Yew En · Wong Xin Ru                                                            | Singapore · Clarence Chew Zhe Yu · Zeng Jian                                  | Thái Lan · Phakpoom Sanguansin · Orawan Paranang                                                  |
|              | |                                                                               |                                                                                                   |
| Đồng đội nam | Thái Lan · Padasak Tanviriyavechakul · Pattaratorn Passara · Phakpoom Sanguansin · Sarayut Tancharoen | Malaysia · Leong Chee Feng · Javen Choong · Wong Qi Shen · Danny Ng Wann Sing | Singapore · Koen Pang Yew En · Ethan Poh Shao Feng · Clarence Chew Zhe Yu · Joshua Chua Shao Han  |
| Đồng đội nam | Thái Lan · Padasak Tanviriyavechakul · Pattaratorn Passara · Phakpoom Sanguansin · Sarayut Tancharoen | Malaysia · Leong Chee Feng · Javen Choong · Wong Qi Shen · Danny Ng Wann Sing | Việt Nam · Đinh Anh Hoàng · Đoàn Bá Tuấn Anh · Lê Đình Đức · Nguyễn Anh Tú · Nguyễn Đức Tuân      |
| Đồng đội nữ  | Thái Lan · Orawan Paranang · Jinnipa Sawettabut · Suthasini Sawettabut · Wanwisa Aueawiriyayothin     | Singapore · Goi Rui Xuan · Wong Xin Ru · Zeng Jian · Zhou Jingyi              | Malaysia · Alice Chang Li Sian · Karen Lyne Anak Dick · Ho Ying · Tee Ai Xin                      |
| Đồng đội nữ  | Thái Lan · Orawan Paranang · Jinnipa Sawettabut · Suthasini Sawettabut · Wanwisa Aueawiriyayothin     | Singapore · Goi Rui Xuan · Wong Xin Ru · Zeng Jian · Zhou Jingyi              | Việt Nam · Bùi Ngọc Lan · Nguyễn Khoa Diệu Khánh · Nguyễn Thị Nga · Trần Mai Ngọc · Vũ Hoài Thanh |